# 橘丸 (タンカー)
橘丸（たちばなまる）は、日本で建造された最初の本格的な民間用石油タンカーである。鈴木商店により計画され、1921年（大正10年）に竣工した。

## 建造の経緯
日本におけるタンカーの建造は、1907年（明治40年）の帆走タンカー「宝国丸」、翌年の汽走タンカー「虎丸」を皮切りに始まった。これらが沿岸用の小型船である中、浅野物産は大規模精油事業を志して大型タンカー船隊の整備を図り、1907年には国産初となるはずだった大型タンカー「紀洋丸」を起工した。しかし、浅野物産の事業計画は、日本政府の国内油田保護政策のために頓挫し、「紀洋丸」も貨客船に設計変更されてしまった。
その後、海軍艦艇への石油燃料機関導入などにより、日本での石油需要は次第に伸びた。1916年には日本海軍の給油艦として「志自岐」が竣工、本格的な民間タンカー建造の機運が高まってきた。「紀洋丸」も、火災事故を機に当初計画通りのタンカーへの改装工事が開始された。
そこで、第一次世界大戦後、鈴木商店が新造タンカーとして計画したのが「橘丸」型3隻であった。鈴木商店は満州産大豆油の輸出用と、北米産石油の輸入用として外航タンカーの整備を企画した。船主は鈴木商店系列の帝国石油で、建造は同じく鈴木商店系列の神戸製鋼所播磨造船所へと発注された。1920年（大正9年）11月24日に起工された本船は、1921年4月5日に進水し「橘丸」と命名、6月7日に竣工した。本船は日本の近代タンカーのさきがけと目され、その建造は播磨造船所のタンカー建造所としての名声の出発点となった。同型船として「満珠丸」と「干珠丸」の建造が続いた。

## 設計
本船の船体配置は、船尾機関型で船体中央前寄りに船橋を置く、当時の外航タンカーの典型であった。2本の細長いマストが、船橋を挟んで前甲板と後甲板に立っている。船体内部の構造は最新のイッシャーウッド式を採用し、船首尾方向に走る縦通隔壁などで強固に構成されており、「紀洋丸」よりも近代的である。
積荷を入れる油槽は18区画に分かれ、ほかに10区画のサマータンク（夏期タンク）を持っていた。サマータンクとは油槽の舷側上部（船体横断面でいえば両肩の部分）を区切り取るように設けられた補助タンクで、波の荒い海域を航行する際には空荷状態にしておくことで液面を小さくするとともに重心を下げて船の安定性を高める機能があり、天候の良い夏期（サマー）には普通の油槽としても使用できた。

## 運用
竣工後、橘丸は予定通りに帝国石油の持ち船として就航した。1921年6月21日出航の処女航海は北米ではなくロンドン行きで、往路は満州産の大豆油を輸送、帰路にイランのアーバーダーンに立ち寄って石油を積み取り、11月に徳山海軍燃料廠へ7300トンを納入した。翌年には合併により旭石油に船主を変えつつ、姉妹船とともに海軍向け備蓄などの石油輸入に活躍した。
1941年（昭和16年）12月には太平洋戦争が勃発するも、すでに旧式船だった本船は軍による徴用は受けず、貴重な民需用タンカーとして使用された。日本が占領した東南アジアの油田地帯から石油本土輸送（当時の用語で「還送」）が開始されると早速投入され、1942年（昭和17年）3月にボルネオ島セリア産油を日本へ輸送、石油還送タンカー第一号となった。同年4月24日に紀伊半島周参見沖でアメリカ潜水艦「トラウト」の雷撃を受けるが、沈没は免れた。橘丸は修理を受けて南方資源航路に復帰。同年8月1日、合併により船主を昭和石油に変更。1944年（昭和19年）1月、昭和石油の海運部門が共同企業に譲渡されたことに伴い移籍。同年6月1日、日本油槽船の設立と同時に共同企業が吸収合併され、船主を日本油槽船に変更。同年10月初旬、「橘丸」はボルネオ島ミリ産油を日本へ運ぶべく、ルソン島サンフェルナンドからマタ28船団に加入して高雄へ出航後、10月9日未明にルソン島西方北緯19度33分 東経116度38分 / 北緯19.550度 東経116.633度付近でアメリカ潜水艦「ソーフィッシュ」の雷撃を受けて沈没した。